# Das Mädchen auf dem Brett
Pour plus de détails, voir Fiche technique et Distribution.
Das Mädchen auf dem Brett est un film est-allemand réalisé par Kurt Maetzig, sorti en 1967.

## Synopsis
La plongeuse Katharina, âgée de 18 ans, a de bonnes chances de gagner avec sa coéquipière Claudia lors d'une compétition internationale. Lors de l'entraînement final, Claudia se blesse et ne peut donc pas effectuer le saut difficile prévu avec double vrille depuis la planche de trois mètres. Elle aurait été la seule à réaliser un saut de ce niveau de difficulté. Katharina ne peut jusqu'à présent effectuer ce saut en toute sécurité que depuis un plongeoir d'un mètre. Lorsque Claudia lui reproche d'avoir peur du plongeon de trois mètres, Katharina espère pouvoir transformer la colère qu'elle éprouve dupuis la blessure de Claudia en courage. Comme elle ne veut pas laisser tomber sa coéquipière, elle accepte d'effectuer à sa place le plongeon de trois mètres, alors même que son entraîneur Korn a émis quelques doutes. Lors de la compétition, Katharina ne parvient pas à surmonter sa peur et interrompt le saut en cours d'exécution. Celle qui était jusqu'à présent deuxième du concours se voit d'abord attribuer un faible nombre de points. Katharina est dévastée. Pendant les six semaines suivantes, elle lutte contre son appréhension, mais elle ne peut pas se résoudre à sauter du plongeoir de trois mètres. L'entraîneur Korn la retire alors de l'entraînement pendant une semaine. Il faut d'abord qu'elle comprenne le ressort psychologique qui l'empêche d'effectuer le plongeon.
Katharina a honte et ne parle pas à sa mère de son exclusion de l'entraînement. Lorsqu'elle obtient des notes de plus en plus basses à l'école, elle se considère comme une ratée. Dans ses pensées, elle se précipite dans la voiture du dramaturge Karl Klemm, qui encourage Katharina. Lorsqu'elle lui demande ce qu'est la peur, il appelle la peur « l'imagination face à l'audace ». Dans les jours qui suivent, Katharina rencontre différentes personnes, dont un réserviste qui constate une ressemblance entre Katharina et sa fiancée et veut boire avec elle. Elle lui donne de l'espoir, car il a peur que sa fiancée ne l'ait pas attendu.
Catherine va au cinéma voir Neuf Jours d'une année de Mikhaïl Romm. Le film est discuté le lendemain à l'école et Katharina interprète une scène en disant qu'un homme doit toujours terminer ce qu'il a commencé, quelles que soient les circonstances. Sur le chemin du retour, aux côtés de son professeur d'allemand, elle l'interroge sur le sens qu'il donne au sentiment de peur, et le professeur lui répond qu'il pense que c'est un sentiment indigne qu'il faut refouler. Un peu plus tard, Katharina rencontre à nouveau Klemm, qui vient la chercher le soir. Ils se rendent à une fête d'artistes, au cours de laquelle Katharina fait la connaissance du journaliste Peter. Bien qu'il ne reste que quelques jours à la mer Baltique, une histoire d'amour se noue entre eux. Elle lui fait visiter sa ville et tous deux se rendent à la piscine, où Katharina saute à nouveau de la planche. Le soir de son départ, Katharina est comme transformée. Par les histoires qu'elle a racontées à Peter, elle a elle-même remarqué que le sport dominait sa vie et qu'elle ne pouvait pas s'en passer. Elle et Peter se séparent en toute amitié, Peter ayant remarqué qu'elle est encore trop jeune pour une relation sérieuse.
La semaine est terminée. La nuit précédant son retour à la piscine, Katharina rêve qu'elle réussit le difficile plongeon de trois mètres. Elle arrive à la piscine dans un état d'esprit positif et est accueillie avec enthousiasme par tous. Sûre d'elle, elle monte sur le plongeoir de trois mètres et réussit son saut sans faute dans l'eau. Les cris de joie éclatent et ses coéquipiers, ainsi que son entraîneur, embrassent Katharina lorsqu'elle sort de l'eau.

## Fiche technique
- Titre original : Das Mädchen auf dem Brett (litt. « La Fille sur le plongeoir »)
- Réalisateur : Kurt Maetzig
- Scénario : Ralph Knebel (de), Christel Gräf
- Photographie : Erich Gusko (de)
- Décors : Dieter Adam
- Montage : Brigitte Krex (de)
- Son : Konrad Walle
- Musique : Gerhard Rosenfeld (de)
- Costumes : Katrin Johnsen
- Sociétés de production : Deutsche Film AG
- Pays de production :  Allemagne de l'Est
- Langue de tournage : allemand
- Format : Noir et blanc - 1,33:1 - Son mono - 35 mm
- Durée : 95 minutes (1h35)
- Genre : Film sur le sport
- Dates de sortie :
  - Allemagne de l'Est : 16 février 1967

## Distribution
- Christiane Lanzke (de) : Katharina
- Klaus Piontek (de) : Peter
- Hannjo Hasse : Karl Klemm
- Monika Woytowicz (de) : Claudia
- Irene Korb (de) : la mère de Katharina
- Norbert Christian (de) : le professeur d'allemand
- Helga Göring : la professeure de chimie
- Günther Grabbert (de) : l'entraîneur Korn
- Irma Münch (de) : Eboli
- Harald Moszdorf : Zöllner
- Willi Neuenhahn (de) : le maître-nageur
- Agnes Kraus (de) : Dodo
- Fritz Marquardt (de) : Theo

## Production
Das Mädchen auf dem Brett était un projet cinématographique que Kurt Maetzig avait envisagé avec le scénariste Ralph Knebel (de) avant même le XIe congrès du Comité central du SED en 1965. Le film a finalement été tourné en 1966 avec le soutien des fédérations de natation de RDA, d'URSS et de Tchécoslovaquie. Les lieux de tournage étaient entre autres Moscou, Prague, Berlin, Rostock et Dresde ainsi que la côte de la mer Baltique près de Warnemünde. Les costumes ont été créés par Katrin Johnsen, les décors par Dieter Adam. Ce fut le premier film de Maetzig après l'interdiction de C'est moi le lapin et le 300e film produit par la DEFA.
Le rôle principal de Katharina est tenu par la plongeuse Christiane Lanzke (de), vice-championne d'Europe de plongeon artistique en 1962 et cinquième aux épreuves de plongeon des Jeux olympiques d'été de 1964. Les critiques ont donc parlé d'une « conception documentaire » du film, car Lanzke « peut en grande partie jouer son propre rôle ». Lanzke n'a pas eu de doublure, tandis que les plongeons qu'exécute Claudia ne sont pas effectués par l'actrice Monika Woytowicz, mais par Gabriele Krauß-Schöpe, troisième aux championnats d'Europe de plongeon en 1962 et 1966.
L'avant-première de Das Mädchen auf dem Brett a lieu le 16 février 1967 au Kosmos à Berlin et le film sort le lendemain dans tous les cinémas de la RDA. Le 14 novembre 1969, il est diffusé pour la première fois à la télévision sur la Deutscher Fernsehfunk.